# Boris Hauf
Boris Hauf (Londen, 1974) is een Oostenrijkse multi-instrumentalist in de avant-gardejazz, geïmproviseerde muziek en elektroakoestische muziek. Hij speelt saxofoon, fluit, synthesizer, orgel en elektronica.

## Biografie
Hauf studeerde cello, saxofoon en fluit aan conservatoria in Linz en Wenen; daarnaast werkte hij in de Studio for Advanced Music Technology in Linz. Midden jaren 90 maakte hij zijn eerste opnames met de punkband Fuckhead. Hij was oprichter van de elektroakoestische avant-gardeband Efzeg. Hij speelde met The Ulrichsberg Tri-Centric Ensemble, met Josef Novotny, Burkhard Stangl en in het tentet van Joëlle Léandre. In Chicago werkte hij met groepen als Chicago Sound Map en Television Power Electric. Hij bracht opnames uit onder de titel Shameless. In 2012 nam hij met een sextet met o.m. Keefe Jackson, Jason Stein en Frank Rosaly het album Next Delusion (Clean Feed Records) op.

## Discografie (selectie)
- Adam Sonderberg & Boris Hauf – Shameless 0202 (2002)
- Boris Hauf – Soft Left Onto Westland (Mosz, 2005)
- Boris Hauf – Clark (2006)
- Kyle Bruckmann / Werner Dafeldecker / Boris Hauf – Wane (Formed Jazz, 2006)
- Boris Hauf / Steven Hess / Keefe Jackson / Juun – Proxemics (Creative Sorces, 2011)
- Boris Hauf Sextet – Next Delusion (2012)
- Boris Hauf / Martin Siewert / Christian Weber / Steve Heather: The Peeled Eye (Shameless, 2016)